# István Ágh (cel bătrân)
István Ágh (cel bătrân) (n. 1709, -d. 1786) a fost un scriitor ecleziastic unitarian și autor de manuale școlare maghiar. Din 1758, Ágh a fost episcop unitarian.